# Neusüdarabische Sprachen

Die neusüdarabischen Sprachen

Die neusüdarabischen Sprachen sind eine kleine Untergruppe der semitischen Sprachen, die ihre Heimat im äußersten Süden der arabischen Halbinsel haben. Sie umfassen Mehri, Jibbāli (auch Śḥeri), Ḥarsūsi, Hóbyót, Bathari und Soqoṭri. Bei diesen Sprachen handelt es sich weder um Dialekte der arabischen Sprache noch um Nachfahren des Altsüdarabischen. Mehri, Ḥarsūsi und Bathari sind eng miteinander verwandt; Jibbāli und Soqoṭri bilden wahrscheinlich ebenfalls eine Gruppe.
Die Sprachen sind nur lückenhaft dokumentiert. Während für das Mehri mehrere Grammatiken, Textsammlungen und Wörterbücher vorliegen, sind Hóbyót und Bathari bislang kaum erforscht.